# Air Vietnam
 (mars 2010).
Air Vietnam (Air VN) (vietnamien : Hãng Hàng không Việt Nam) a été le premier transporteur aérien commercial du Sud-Viêt Nam. Créée sur la demande de l'empereur Bảo Đại, le chef de l'État du Viêt Nam, la compagnie aérienne a transporté plus d'un million de passagers, y compris pendant la guerre du Viêt Nam, avant son effondrement à la suite de la chute de Saigon. La base principale est à l'Aéroport international de Tân Sơn Nhất, Saigon.

## Flotte

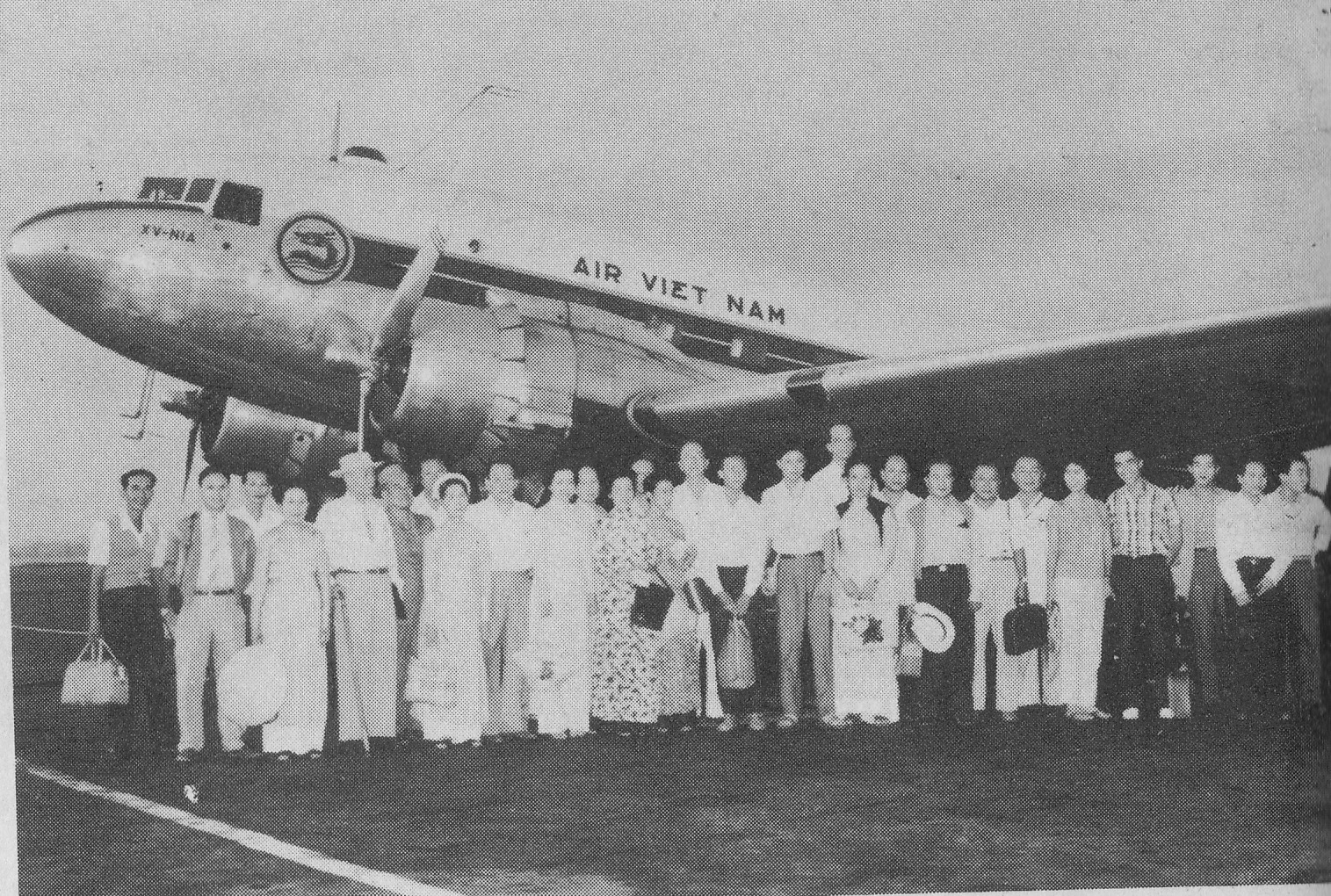
Un DC-3 de Air Vietnam en 1961.

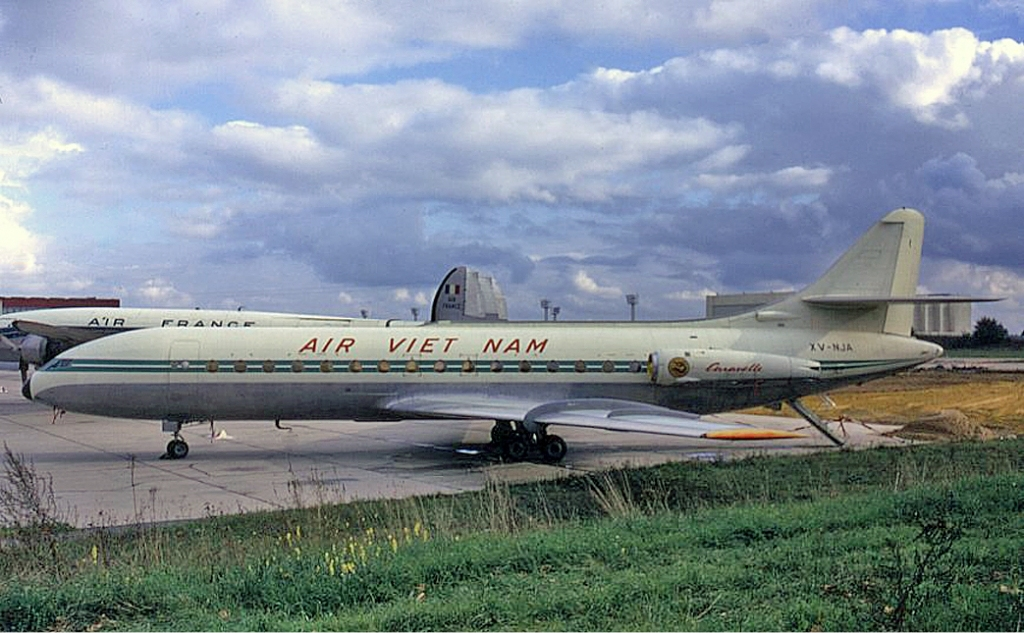
Un Caravelle de Air Vietnam en 1962.

La flotte initiale d'Air Vietnam se composait de cinq Cessna 170, qui effectuaient principalement des dessertes entre les petites villes du Viêt Nam. En 1975, Air Vietnam a commencé à utiliser un Douglas DC-3 et des Boeing 727 sur les liaisons régionales et internationales.
Comme le trafic passagers a augmenté avec le début de la guerre du Viêt Nam, Air Vietnam a acquis des avions supplémentaires, tout d'abord des Vickers Viscount, DC-3 et DC-4. Elle a finalement obtenu des avions plus modernes, dont les Boeing 727, dont certains ont été obtenus auprès d'Air France et de la Pan Am. Un C-46 a été loué auprès de China Airlines, et était piloté par un équipage taïwanais. Cet aéronef avait une signalisation couleur différente de celle du reste de la flotte d'Air Vietnam.

## Historique
Air Vietnam a formé une coentreprise peu courante avec Continental Air Services (CASI) dans le milieu des années 1960. Selon les termes de leur accord, CASI partageait les passagers et les routes de fret avec Air Vietnam sur certaines liaisons intérieures et internationales. En outre, CASI et Air Vietnam se partageaient des hangars et des lignes de vol. CASI reprit également une partie de la maintenance aéronautique. Les révisions des moteurs étaient faites principalement à Hong Kong, par China Airlines, d'autres étant assurées à Taïwan, par Air Asia (filiale d'Air America). CASI rétrocédait une partie de ses revenus à Air Vietnam pour en contrepartie des droits d'exploitation des lignes qui lui avaient été accordés. De nombreux avions de CASI effectuant des liaisons au départ de Saigon arboraient le pavillon circulaire d'Air Vietnam représentant un dragon.

### Accidents
Le 20 septembre 1969, un Levasseur d'Air Vietnam percute un F-4 Phantom de l'US Navy. L'avion de chasse et ses occupants s'en sortirent indemnes mais le Levasseur s'écrasa dans un champ de blé à l'ouest de Hanoï.
Le 15 septembre 1974, à la suite d’une tentative de détournement, un Boeing 727 effectuant le vol 706 d’Air Vietnam entre Da Nang et Saigon s’est écrasé à proximité de la base aérienne de Phan Rag, tuant les 75 personnes à bord.

## Destinations

### Asie de l'Est
- Taïwan : Taipei
- Japon : Osaka, Tokyo
- Hong Kong : Hong Kong

### Asie du Sud
- Cambodge : Phnom Penh
- Laos : Vientiane
- Thaïlande : Bangkok
- Philippines : Manille
- Singapour : Singapour
- Malaisie : Kuala Lumpur

### Autres destinations
- France : Paris-Orly
- Iran : Tehran-Mehrabad